# Малий Черемшан
Малий Черемшан (тат. Кече Чирмешән, трансліт. Keçe Çirmeşän) — річка в Татарстані і Ульяновській області, Російська Федерація, права притока Великого Черемшана. Довжина становить 213 км (з них 192 км в Республіці Татарстан), сточище — 3190 км². Має витоки біля Татарського Єлтану, Чистопольський район, Татарстан. Найбільша витрата води — 702 м³/с (1979).
Основні притоки: Чебоксарка, Саврушка, Багана, Адамка, Вялюлькина, Баранка, Мараса, Ата, Шия, Юхмачка. Максимальна мінералізація 500-700 мг/л. У середині течії річка перетинає ліс у Закамському Татарстані, який з 1978 року охороняється як пам'ятка природи Татарстану.